# Боливар (Пенсилванија)
Боливар (енгл. Bolivar) град је у америчкој савезној држави Пенсилванија.

## Демографија
По попису из 2010. године број становника је 465, што је 36 (-7,2%) становника мање него 2000. године.
| Група             | 2000.       | 2010.       |
| Белци             | 480 (95,8%) | 458 (98,5%) |
| Афроамериканци    | 2 (0,4%)    | 0 (0,0%)    |
| Азијати           | 1 (0,2%)    | 2 (0,4%)    |
| Хиспаноамериканци | 0 (0,0%)    | 4 (0,9%)    |
| Укупно            | 501         | 465         |